# Aleksandar Katić
Aleksandar Katić (Beograd, 4. jul 1997) srpski je vaterpolista.
Vaterpolo je počeo da treniara 2004. godine na predlog svog oca Srđana, koji se svojevremeno i sam bavio vaterpolom.
U karijeri je nastupao u mlađim kategorijama VK “Crvena Zvezda”  (2006-2008), VK “Beograd” (2008-2009) i VK “Singidunum” (2009-2015). U seniorskoj konkurenciji je nastupao za VK “Singidunum” (2011-2016), VK “Dorćol” (2016-2017), da bi se sezone (2017-2018) vratio u VK “Beograd”. U sezoni (2018-2019) nastupa za španski “Molins de Rei” iz Barselone. Nastupao je 2012. godine za kadetsku reprezentaciju Srbije (U-14) na turniru “4 nacije” u Dubrovniku, gde je reprezentacija Srbije zauzela 1. mesto pobedivši svoje rivale prilično ubedljivo. Bio je pozivan na kampove za starija godišta više puta. Danas je član španskog kluba “Molins de Rei”.
Trenirali su ga neki od najboljih srpskih trenera koji iza sebe imaju sjajne trenerske karijere:
- Dejan Milaković (bivši pomoćni trener “Pro Reka”, trenutni selektor reprezentacije Singapura)
- Miloš Saković (trenutni selektor reprezentacije Indonezije)
- Zoran Mijalkovski (trenutni trener Vk “Stari Grad”)
- Dragan Strugar (trenutni trener Vk “Dorćol”)
- Zoran Milenković (bivši trener Vk “Partizan” i bivši selektor kadetske i juniorske reprezentacije Srbije, trenutni trener Vk “Olimpija” iz Ljubljane, Slovenija)